# Cardeniopsis regalis
Cardeniopsis regalis is een rechtvleugelig insect uit de familie veldsprinkhanen (Acrididae). De wetenschappelijke naam van deze soort is voor het eerst geldig gepubliceerd in 1907 door Karny.
1. ↑  (en) Cardeniopsis regalis op de IUCN Red List of Threatened Species.